# Lujo Brigović
Lujo Brigović (? − 11. studenoga 2015.), hrvatski umjetnik, slikar, crtač i kulturni djelatnik iz Mađarske. 
Radio je kao učitelj u Hrvatskom Židanu. Oblikovao je mnoge hrvatske knjige i novine sa svojimi akvareli i crteži. Pored toga organizirao amaterske kazališne predstave. Osnivač je tamburaškog sastava u Hrvatskom Židanu. 